# Резолюция Совета Безопасности ООН 1488
Резолюция Совета Безопасности ООН 1488 была принята 26 июня 2003 года, после рассмотрения доклада Генерального секретаря Кофи Аннана о Зоне Сил Организации Объединённых Наций по наблюдению за разъединением (СООННР). Совет продлил их мандат ещё на шесть месяцев до 31 декабря 2003 года.

## Подробности
Резолюция призывала заинтересованные стороны немедленно выполнить Резолюцию 338 (1973) и просила Генерального секретаря представить доклад о ситуации в конце этого периода.
В докладе Генерального секретаря, подготовленном во исполнение предыдущей резолюции по СООННР, говорится, что ситуация между Израилем и Сирией в целом оставалась спокойной, хотя ситуация на Ближнем Востоке оставалась опасной до тех пор, пока не было достигнуто урегулирование. Он также сообщил о двух инцидентах, когда один сирийский солдат был убит, а другой взят в плен (впоследствии солдат был освобождён благодаря вмешательству СООННР).

## Голосование
Резолюция была единогласно принята 15 голосами «за».